# Onatas

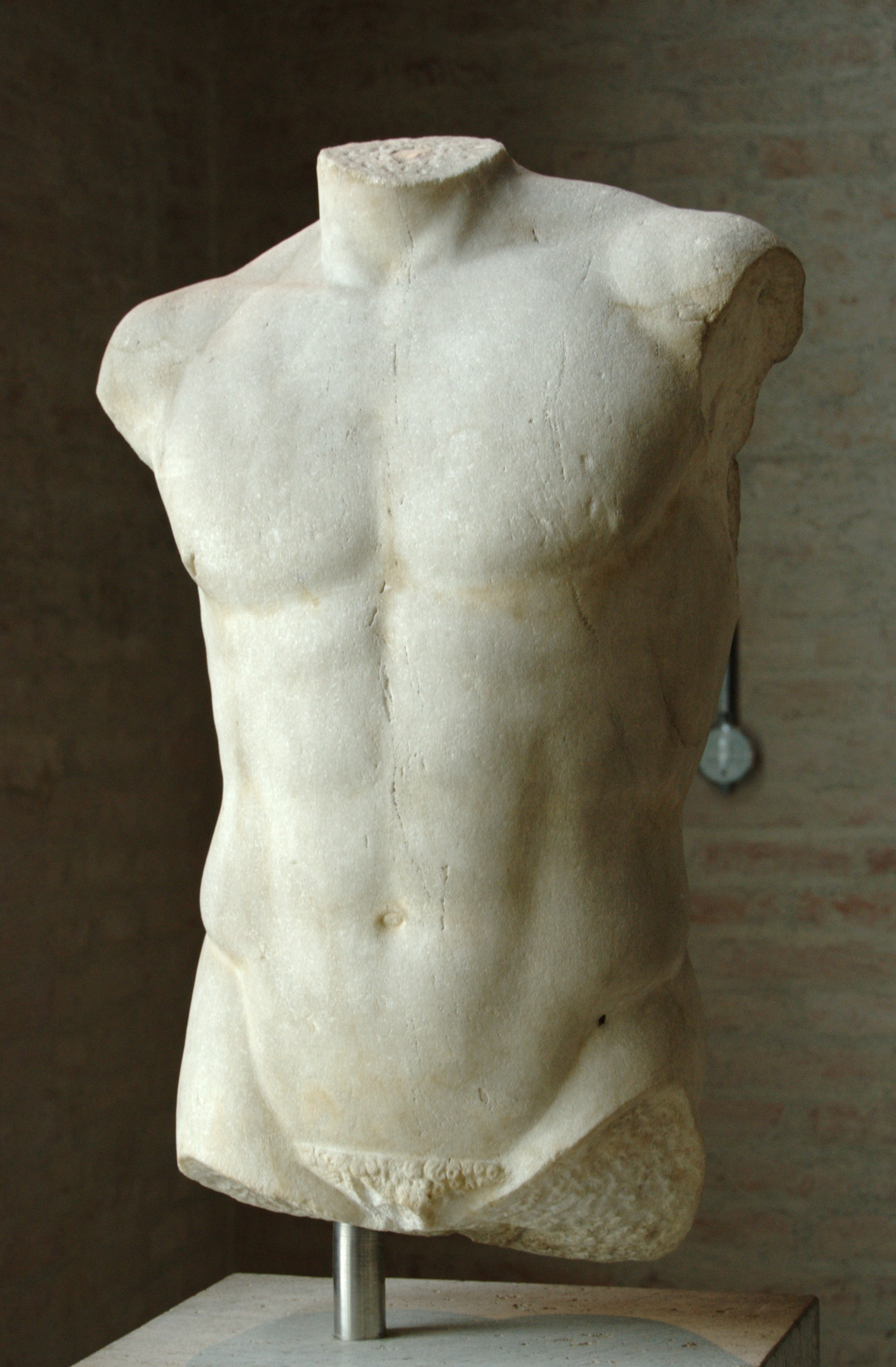
Torso de Apolo, cópia de original possivelmente de Onatas. Gliptoteca de Munique

Onatas foi um escultor grego pertencente à escola de Egina. Esteve ativo no tempo das Guerras Médicas. Pausânias cita vários de seus trabalhos, que incluem um Hermes carregando um carneiro, uma Deméter negra para o povo de Figália, e grupos em bronze expostos em Olímpia e Delfos. Também executou uma carruagem de bronze para o Rei Hiero I de Siracusa.
Os remanescentes do pedimento do Templo de Afaia em Egina hoje preservados em Munique expressam bem seu estilo vigoroso, atlético e com anatomia bem estudada, ainda que tenham certa rigidez nas posturas.